# سفارة المجر في فرنسا
سفارة المجر في فرنسا هي أرفع تمثيل دبلوماسي لدولة المجر لدى فرنسا. تقع السفارة في باريس وهي تهدف لتعزيز المصالح المجرية في فرنسا.

## وصلات خارجية
- الموقع الرسمي
- قائمة سفارات المجر
- قائمة السفارات في فرنسا